# 莱斯屈尔
莱斯屈尔（法語：Lescure，法語發音：[lɛskyʁ]）是法国阿列日省的一个市镇，属于圣日龙区。

## 地理
莱斯屈尔（43°0'2"N, 1°14'1"E）面积25.8 平方千米，位于法国奧克西塔尼大區阿列日省，该省份为法国西南部内陆省份，西部和北部与上加龙省接壤，东临奥德省，东南至东比利牛斯省接壤，南与安道尔和西班牙接壤。
与莱斯屈尔接壤的市镇（或旧市镇、城区）包括：卡马拉德、克莱蒙、孟德斯鸠阿旺泰斯、库斯朗地区蒙茹瓦、里蒙、里韦尔内尔。

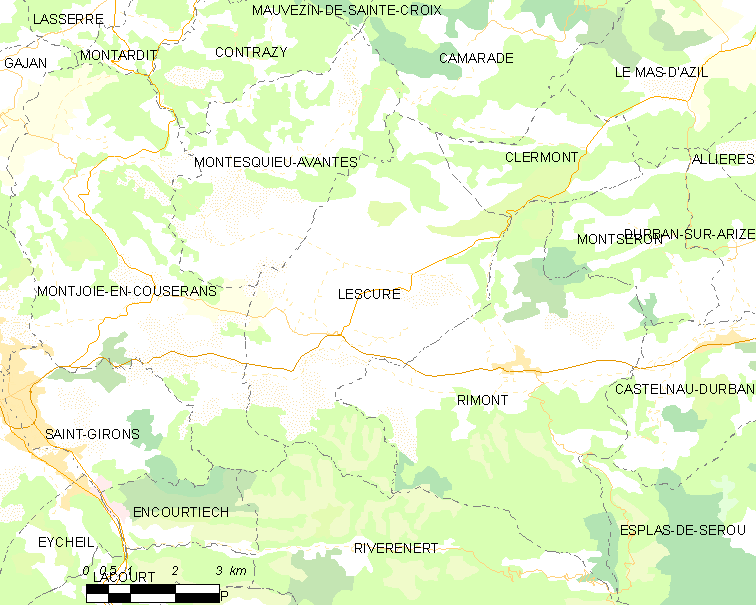
莱斯屈尔的OSM定位图

莱斯屈尔的时区为UTC+01:00、UTC+02:00（夏令时）。

## 行政
莱斯屈尔的邮政编码为09420，INSEE市镇编码为09164。

## 政治
莱斯屈尔所属的省级选区为库斯朗东县。

## 人口

1962-2008年间莱斯屈尔人口变化图示

莱斯屈尔于2022年1月1日时的人口数量为483人。